# Benamarías
Benamarías es una localidad española que forma parte del municipio de Magaz de Cepeda, en la provincia de León, comunidad autónoma de Castilla y León.

## Geografía

### Ubicación
| Noroeste: Vanidodes | Norte: Zacos  | Noreste: Vega de Magaz      |
| Oeste: Vanidodes    |               | Este: Magaz de Cepeda       |
| Suroeste Combarros  | Sur: Bonillos | Sureste: Otero de Escarpizo |

## Demografía
Evolución de la población
| Gráfica de evolución demográfica de Benamarías entre 2000 y 2017   |
|                                                                    |
| Población de derecho (2000-2017) según el padrón municipal del INE |